# Quanyechang
Quanyechang (kinesiska: 劝业场)  är ett stadsdelsdistrikt i Kina. Det ligger i storstadsområdet Tianjin, i den norra delen av landet, nära eller i stadens centrum. Antalet invånare är 59 551. Befolkningen består av 28 619 kvinnor och 30 932 män. Barn under 15 år utgör 9,0 %, vuxna 15-64 år 79 %, och äldre över 65 år 11,0 %.